# Paolo Azzi
Paolo Azzi (Lucca, 20 settembre 1959) è un ex schermidore e dirigente sportivo italiano, ex Presidente della Federazione Italiana Scherma.

## Biografia
Nato nel 1959, iniziò a tirare di scherma a 9 anni con l’A.S. “Oreste Puliti di Lucca”, vincendo sette titoli nazionali, entrando anche a far parte della Nazionale Italiana, poi come arbitro di portata internazionale e infine dirigente. Dal 2005 al 2008 è diventato consigliere della Federscherma e da allora ha sempre fatto parte della squadra di Giorgio Scarso. Nel 2008 è stato eletto Vicepresidente Vicario della federazione e a febbraio 2021, alla scadenza del quarto mandato di Giorgio Scarso, è salito alla presidenza della FIS che ha retto fino al gennaio 2025, quando al suo posto è stato eletto Luigi Mazzone.
Nel novembre 2021 è stato eletto nel Comitato Esecutivo Internazionale della Fédération Internationale d'Escrime.